# مايكسترو
مايكسترو (بالإنجليزية: Maextro) (بالصينية: 尊界; البينيين: Zūnjiè) هي علامة تجارية صينية للسيارات الكهربائية الفاخرة للغاية تأسست في عام 2024 بواسطة مجموعة جاك. وهي جزء من نموذج التعاون متعدد العلامات التجارية HIMA التابع لشركة هواوي، حيث تتولى هواوي إنشاء المنتج وتصميمه، وتوفر تقنيات مثل حلول ADAS الكاملة وأنظمة المعلومات والترفيه، وتوفر مكونات مجموعة نقل الحركة، بينما تكون جاك مسؤولة عن هندسة الهيكل وتصنيع المركبات.

## الاسم
اسم العلامة التجارية مايكسترو يأتي من الكلمة الإيطالية مايسترو. تم تغيير الحرف "S" في مايسترو إلى "X"، وهو يرمز إلى "الاستكشاف المستمر للمجهول وإنشاء عدد لا يحصى من الأساطير".

## التاريخ
في يوليو 2024، كشف يو تشنغ دونغ (ريتشارد يو)، رئيس مجلس إدارة هواوي للمستهلكين وحلول السيارات الذكية BU، في مقابلة أن العلامة التجارية الرابعة لشركة HIMA، التي تم تطويرها بالتعاون مع مجموعة جاك ، ستُسمى Zunjie (尊界) باللغة الصينية. في أغسطس 2024، خلال حدث إطلاق ستيلاتو إس 9 ومنتجات هواوي الجديدة، قدمت هواوي رسميًا مايكسترو، العلامة التجارية الرابعة في إطار تعاون تحالف التنقل الذكي هارموني (HIMA) مع جاك.
تم الكشف عن أول مركبة من مايكسترو، وهي إس 800، في البداية في حفل العلامة التجارية هواوي ميت في 26 نوفمبر 2024، حيث تم فتح الطلبات المسبقة. تم الكشف عن تفاصيل حول المركبة، بما في ذلك التقنيات التي طورتها هواوي خصيصًا لـ مايكسترو، في حدث عرض التكنولوجيا في 20 فبراير 2025. ومن المتوقع إطلاق النموذج في معرض شنتشن للسيارات 2025 في مايو.
قامت مجموعة جاك وهواوي ببناء منشأة إنتاجية مشتركة في مدينة هيفاي، وهي مصنع مايكسترو سوبر، والذي اكتمل بناؤه في 16 ديسمبر 2024. تبلغ قدرتها الإنتاجية السنوية 200000 وحدة، وتزعم الشركة أن حجم إنتاجها السنوي يبلغ 100 مليار يوان من المنتج. تحتوي المنشأة على 86 بوابة لمراقبة الجودة وحوالي 1500 روبوت تستخدم في عمليات الوصل واللصق والطلاء.

## المنتجات
- مايكسترو إس 800 (2025، سيبدأ الإنتاج): سيارة سيدان فاخرة فائقة الحجم (BEV/EREV)

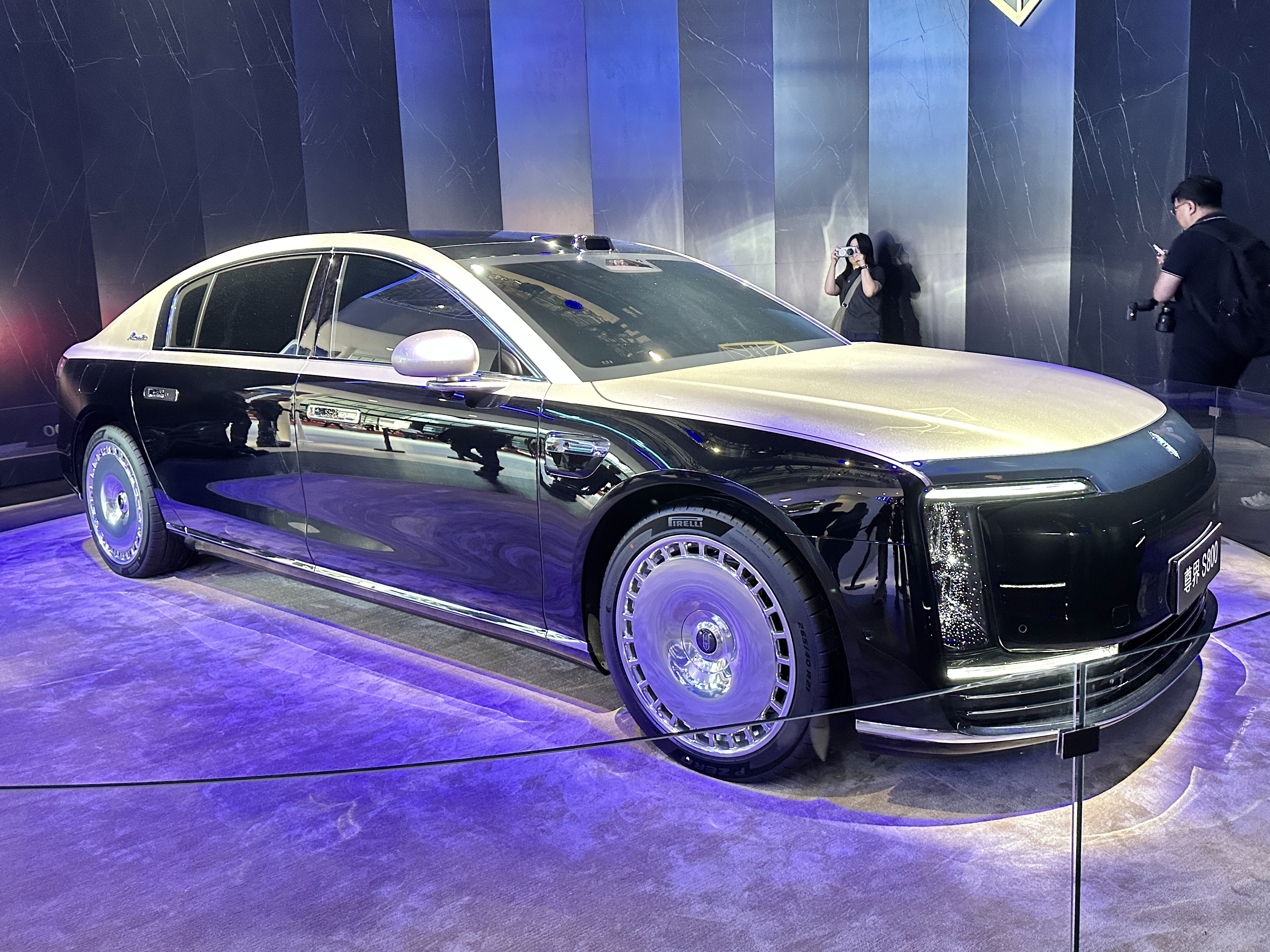
Maextro S800